# 杨柳塘镇
杨柳塘镇，是中华人民共和国贵州省黔东南苗族侗族自治州施秉县下辖的一个乡镇级行政单位。

## 行政区划
杨柳塘镇下辖以下地区：
上敖村、地坝村、板屯村、翁塘村、屯上村、长田村和高塘村。

## 交通
- 沪昆铁路：施秉站